# Dehqan
Dehqān (auch Dihqān, mittelpersisch Dahigān) ist die historische Bezeichnung für lokale adelige Landbesitzer im spätantiken Sassanidenreich und noch im frühislamischen Persien.
Diese Gruppe stellte nach den Reformen des Perserkönigs Chosrau I. Mitte des 6. Jahrhunderts das militärische und fiskalische Fundament des Sassanidenreichs dar. Als relevante soziale Gruppe erscheinen sie erst in spätsassanidischen sowie später dann in neupersischen und frühislamischen Quellen. Sie scheinen erst im Rahmen der Landreformen Chosraus I. an Bedeutung gewonnen zu haben. Dieser zur sozialen Oberschicht gehörende kleinere Landadel ist nicht mit dem Hochadel zu verwechseln, der ebenfalls und vor allem über wesentlich größeren Landbesitz verfügte. Chosrau I. wies den Dehqāns eine wichtige und zudem erbliche Funktion bei der Bewältigung lokaler Aufgaben zu, vor allem bei der Steuererhebung, wobei die Bauern ihren Anweisungen zu folgen hatten. Dehqāns stellten damit eine örtliche staatliche Verwaltung dar, auf die sich der König stützen konnte. In spätsassanidischer Zeit hatten die Dehqāns somit relativ großen Einfluss, wobei sie dem König teils als Geldverleiher dienten.
Im Verlauf der arabischen Expansion nahm die Bedeutung der Dehqāns noch zu, da sie nach dem Zusammenbruch der sassanidischen Reichsverwaltung auf lokaler Ebene oft der einzige politische Akteur waren. In den Quellen erscheinen sie als wichtige Ansprechpartner für die (zunächst kaum ausgeprägte) arabische Reichsverwaltung in den Gebieten des ehemaligen Sassanidenreichs. Sie schlossen mit den muslimischen Eroberern teils Verträge bzw. Vereinbarungen ab. Sie waren weiterhin für die Steuererhebung verantwortlich, ebenso für Instandhaltungsarbeiten und die Landkultivierung. Dehqāns, die hingegen eine Kooperation ablehnten oder Widerstand leisteten, verloren Besitz und/oder ihr Leben. Dehqāns, die ihren zoroastrischen Glauben behielten, mussten eine Sondersteuer entrichten und waren auch teils gewaltsamen Übergriffen durch die muslimischen Araber ausgesetzt. Die Bedeutung der Dehqāns im Übergang von der spätsassanidischen in die frühislamische Zeit ist auch daran erkennbar, dass speziell in Ostiran jede reiche oder sozial prestigeträchtige Person als Dehqān bezeichnet werden konnte. In den Quellen sind in frühislamischer Zeit mehrere einflussreiche Dehqāns belegt, die von den neuen islamischen Herren konsultiert wurden, was ihre bedeutende Rolle zusätzlich unterstreicht.
Gleichzeitig pflegten Dehqāns aber auch ihr persisches kulturelles Erbe, das ganz wesentlich von sassanidischen Traditionen geprägt war. Sie dienten beispielsweise als Patrons von persischen Poeten und wirkten in diesem Zusammenhang als zentrale persische Kulturvermittler gegenüber den neuen muslimischen Herren, was bei diesen einen teils starken Eindruck hinterließ. Nicht wenigen folgenden arabischen Herrschern (teils auch auf lokaler Ebene) erschien die Pracht des Sassanidenreichs als Vorbild (siehe Samaniden und Abbasiden). Ebenso bewahrten sie viele ältere persische Erzählungen unterschiedlichster Art. Diese flossen wiederum folgenden Generationen im iranische Kulturraum zu. Das persische Nationalepos Schāhnāme Firdausis ist ohne diese Vermittlungstätigkeit kaum vorstellbar, der Dehqāns oft als seine Quelle angibt.
Im 11. Jahrhundert verloren sie zunehmend an Einfluss, bevor sie als politisch relevante soziale Gruppe verschwanden. In späterer Zeit wurden mit diesem Begriff im persischsprachigen Raum schlicht Landwirte oder Bauern bezeichnet.